# Cầu Québec
Cầu Québec (tiếng Pháp: Pont de Québec) ở Canada bắc qua hạ lưu sông Saint Lawrence về phía tây của Thành phố Québec, và Lévis, Québec.

Cầu Québec từ phía đông, với cầu Pierre-Laporte phía sau.

Cầu Québec là một kết cấu vì kèo thép tán ri vê dài 987 m và rộng 29 m, cao 104 m. Các nhánh thép đỡ (cantilever arm) dài 177 m đỡ một kết cấu trung tâm 195 m, với một nhịp tổng cộng dài 549 m, nhịp cầu kết cấu thép đỡ (cantilever bridge) dài nhất thế giới. Đây là cầu cực đông vượt sông hoàn chỉnh của Saint Lawrence.
Cầu này có 3 làn xe cao tốc và một đường ray, một đường đi bộ, có lúc nó cũng đã có một tuyến xe điện. Cầu này thuộc sở hữu của Canadian National Railway kể từ năm 1993.

## Tai nạn lúc xây dựng

### Tai nạn lần đầu
Tai nạn lần đầu xảy ra vào ngày 29 tháng 8 năm 1907 khiến 76 người chết và 10 người bị thương khi nhánh phía nam và nhánh giữa bị đổ sụp xuống lúc cầu đang được xây.

### Tai nạn lần thứ hai
11 tháng 9 năm 1916, khi người ta nâng nhịp giữa lên vị trí thì nó rơi xuống sông khiến 13 người chết.

## Hoàn thành
Công tác xây dựng đã hoàn thành vào tháng 8 năm 1917 với tổng chi phí 25 triệu dollar Mỹ và 89 công nhân xây cầu thiệt mạng. Ngày 3 tháng 12 năm 1919, Cầu Québec được mở cửa cho giao thông, sau gần 2 thập kỷ xây dựng. Nhịp giữa của cầu là 549 m vẫn là nhịp cầu kết cấu thép đỡ dài nhất thế giới và được xem là một kỳ công xây dựng công trình.